# Campionati sloveni di sci alpino 1999
I Campionati sloveni di sci alpino 1999 si svolsero a Innerkrems (in Austria) e a Rogla dal 17 marzo all'11 aprile. Il programma incluse gare di discesa libera, supergigante, slalom gigante, slalom speciale e combinata, sia maschili sia femminili.
Trattandosi di competizioni valide anche ai fini del punteggio FIS, vi parteciparono anche sciatori di altre federazioni, senza che questo consentisse loro di concorrere al titolo nazionale sloveno.

## Risultati

### Uomini

#### Discesa libera
| Pos. | Atleta           | Nazione   | Tempo   |
| ---- | ---------------- | --------- | ------- |
| 1    | Jernej Koblar    | Slovenia  | 1:17,37 |
| 2    | Ožbi Ošlak       | Slovenia  | 1:17,74 |
| 3    | AJ Bear          | Australia | 1:18,16 |
| 3    | Claudio Dietrich | Austria   | 1:18,16 |
| 5    | Aleš Brezavšček  | Slovenia  | 1:18,20 |
| 6    | Christian Forrer | Svizzera  | 1:18,41 |
| 7    | Jernej Reberšak  | Slovenia  | 1:18,90 |
| 8    | Mitja Dragšič    | Slovenia  | 1:18,92 |
| 9    | Craig Branch     | Australia | 1:19,02 |
| 10   | Andrej Šporn     | Slovenia  | 1:19,23 |

Data: 11 aprile

Località: Innerkrems

#### Supergigante
| Pos. | Atleta              | Nazione   | Tempo   |
| ---- | ------------------- | --------- | ------- |
| 1    | Peter Rzehak        | Austria   | 1:12,08 |
| 2    | Gregor Šparovec     | Slovenia  | 1:12,20 |
| 3    | Jernej Koblar       | Slovenia  | 1:12,65 |
| 4    | Ožbi Ošlak          | Slovenia  | 1:12,72 |
| 5    | Mitja Kunc          | Slovenia  | 1:12,76 |
| 6    | Christian Forrer    | Svizzera  | 1:12,85 |
| 7    | Craig Branch        | Australia | 1:12,94 |
| 8    | Jernej Reberšak     | Slovenia  | 1:12,98 |
| 9    | Martin Kroisleitner | Austria   | 1:13,04 |
| 10   | Thomas Graggaber    | Austria   | 1:13,24 |

Data: 10 aprile

Località: Innerkrems

#### Slalom gigante
| Pos. | Atleta              | Nazione     | Tempo   |
| ---- | ------------------- | ----------- | ------- |
| 1    | Karl Strasser       | Austria     | 2:12,91 |
| 2    | Hayo Wareman        | Paesi Bassi | 2:13,25 |
| 3    | Jure Košir          | Slovenia    | 2:13,26 |
| 4    | Jernej Koblar       | Slovenia    | 2:13,30 |
| 5    | Mitja Dragšič       | Slovenia    | 2:13,42 |
| 6    | Jernej Reberšak     | Slovenia    | 2:13,68 |
| 7    | Daniel Uznik        | Austria     | 2:13,73 |
| 8    | Stephan Görgl       | Austria     | 2:13,83 |
| 9    | Martin Kroisleitner | Austria     | 2:14,11 |
| 10   | Alain Baxter        | Regno Unito | 2:14,30 |

Data: 18 marzo

Località: Rogla

#### Slalom speciale
| Pos. | Atleta             | Nazione     | Tempo   |
| ---- | ------------------ | ----------- | ------- |
| 1    | Jure Košir         | Slovenia    | 1:26,53 |
| 2    | Mitja Kunc         | Slovenia    | 1:28,50 |
| 3    | Matjaž Vrhovnik    | Slovenia    | 1:28,56 |
| 4    | Alain Baxter       | Regno Unito | 1:28,86 |
| 5    | Mitja Dragšič      | Slovenia    | 1:29,54 |
| 6    | Kiminobu Kimura    | Giappone    | 1:29,75 |
| 7    | Aleš Brezavšček    | Slovenia    | 1:30,02 |
| 8    | Kristinn Björnsson | Islanda     | 1:30,28 |
| 9    | Hannes Reiter      | Austria     | 1:30,70 |
| 10   | Marcel Maxa        | Rep. Ceca   | 1:30,86 |

Data: 17 marzo

Località: Rogla

#### Combinata
| Pos. | Atleta        | Nazione  |
| ---- | ------------- | -------- |
| 1    | Mitja Dragšič | Slovenia |
| 2    | ?             | ?        |
| 3    | ?             | ?        |

### Donne

#### Discesa libera
| Pos. | Atleta          | Nazione  | Tempo   |
| ---- | --------------- | -------- | ------- |
| 1    | Anja Kalan      | Slovenia | 1:23,17 |
| 2    | Špela Bračun    | Slovenia | 1:23,60 |
| 3    | Janica Kostelić | Croazia  | 1:24,13 |
| 4    | Tina Bogataj    | Slovenia | 1:25,17 |
| 5    | Maja Furek      | Slovenia | 1:25,24 |
| 6    | Lea Dabič       | Slovenia | 1:25,55 |
| 6    | Mojca Rataj     | Slovenia | 1:25,55 |
| 8    | Lea Lozar       | Slovenia | 1:25,77 |
| 9    | Józefina Gocman | Polonia  | 1:26,61 |
| 10   | Tina Maze       | Slovenia | 1:26,84 |

Data: 11 aprile

Località: Innerkrems

#### Supergigante
| Pos. | Atleta          | Nazione  | Tempo   |
| ---- | --------------- | -------- | ------- |
| 1    | Silvia Berger   | Austria  | 1:16,76 |
| 2    | Martina Lechner | Austria  | 1:16,78 |
| 3    | Anja Kalan      | Slovenia | 1:17,07 |
| 4    | Michaela Kofler | Austria  | 1:17,73 |
| 5    | Špela Bračun    | Slovenia | 1:17,75 |
| 6    | Janica Kostelić | Croazia  | 1:17,82 |
| 7    | Lea Dabič       | Slovenia | 1:17,88 |
| 8    | Tina Bogataj    | Slovenia | 1:18,12 |
| 9    | Maja Furek      | Slovenia | 1:18,59 |
| 10   | Lea Lozar       | Slovenia | 1:18,73 |

Data: 10 aprile

Località: Innerkrems

#### Slalom gigante
| Pos. | Atleta          | Nazione   | Tempo   |
| ---- | --------------- | --------- | ------- |
| 1    | Lucie Hrstková  | Rep. Ceca | 2:17,84 |
| 2    | Špela Pretnar   | Slovenia  | 2:18,10 |
| 3    | Špela Bračun    | Slovenia  | 2:18,82 |
| 4    | Alenka Dovžan   | Slovenia  | 2:19,12 |
| 5    | Nataša Bokal    | Slovenia  | 2:19,15 |
| 6    | Mojca Suhadolc  | Slovenia  | 2:19,30 |
| 7    | Eva Kurfürstová | Rep. Ceca | 2:19,47 |
| 8    | Anja Kalan      | Slovenia  | 2:20,39 |
| 9    | Tina Maze       | Slovenia  | 2:20,75 |
| 10   | Lea Dabič       | Slovenia  | 2:21,54 |

Data: 19 marzo

Località: Rogla

#### Slalom speciale
| Pos. | Atleta               | Nazione  | Tempo   |
| ---- | -------------------- | -------- | ------- |
| 1    | Špela Pretnar        | Slovenia | 1:33,46 |
| 2    | Lea Dabič            | Slovenia | 1:34,06 |
| 3    | Nataša Bokal         | Slovenia | 1:34,23 |
| 4    | Alenka Dovžan        | Slovenia | 1:34,65 |
| 5    | Dagmara Krzyżyńska   | Polonia  | 1:36,38 |
| 6    | Marta Berezik        | Polonia  | 1:37,33 |
| 7    | Kazuko Ikeda         | Giappone | 1:38,28 |
| 8    | Theódóra Mathiesen   | Islanda  | 1:38,66 |
| 9    | Nina Makuc           | Slovenia | 1:38,67 |
| 10   | Katarzyna Karasińska | Polonia  | 1:38,71 |

Data: 17 marzo

Località: Rogla

#### Combinata
| Pos. | Atleta    | Nazione  |
| ---- | --------- | -------- |
| 1    | Lea Dabič | Slovenia |
| 2    | ?         | ?        |
| 3    | ?         | ?        |